# Tatnoth
Tatnoth († zwischen 845 und 868) war Bischof von Rochester im heutigen Südengland. Er wurde 844 als Nachfolger von Beornmod zum Bischof geweiht und trat im selben Jahr das Amt an. Er starb zwischen 845 und 868.